# Javier Delgado Barrio
Francisco Javier Delgado Barrio (Barbastro, Huesca, 21 de octubre de 1932) es un jurista español que ocupó la presidencia del Tribunal Supremo y del Consejo General del Poder Judicial entre 1996 y 2001 y fue magistrado del Tribunal Constitucional entre 2001 y 2012.
Con una brillante trayectoria profesional y académica, Javier Delgado Barrio es especialista en la jurisdicción contencioso-administrativa. De carácter dialogante, logró ser elegido por unanimidad presidente del Consejo General del Poder Judicial y del Tribunal Supremo. De espíritu conservador, consideró prioritario fortalecer la independencia del Poder Judicial, agilizar el funcionamiento de la Administración de Justicia y se mostró preocupado frente al aumento de la discrecionalidad del gobierno por razones de seguridad pública.
Finalizado su mandato, el 7 de noviembre de 2001 fue sustituido en las presidencias del Tribunal Supremo y del Consejo por el también conservador magistrado Francisco José Hernando. Fue nombrado magistrado del Tribunal Constitucional el 6 de noviembre de 2001, destino que ya había ocupado entre 1995 y 1996 por el Congreso de los Diputados a propuesta del Partido Popular. A pesar de que el periodo de nueve años para el que fue designado finalizó en 2010, continuó en el cargo hasta 2012, hasta que hubo acuerdo entre el Partido Popular y el Partido Socialista  en el Congreso para renovar el Constitucional.

## Obras publicadas
- El control de la discrecionalidad del planeamiento urbanístico. Editorial Cívitas. Madrid, 1993 – ISBN 84-470-0181-4.
- La protección jurídica del ciudadano, procedimiento administrativo y garantía jurisdiccional. v. 2.  La jurisdicción contencioso-administrativa. El principio de efectividad de la tutela judicial en la jurisprudencia contencioso-administrativa.  Editorial Cívitas. Madrid,  1993 – ISBN 84-470-0280-2, págs. 1187 a 1224.
- La reforma del proceso penal. El principio de oportunidad en el Procesal Penal: aplicación de la doctrina de los conceptos jurídicos indeterminados.  Ministerio de Justicia, Centro de Publicaciones. Madrid, 1989 – ISBN 84-7787-069-1, págs. 309 a 319.